# (52316) Daveslater
(52316) Daveslater est un astéroïde de la ceinture principale de la famille de Hungaria.

## Description
(52316) Daveslater est un astéroïde de la ceinture principale, de la famille de Hungaria. Il présente une orbite caractérisée par un demi-grand axe de 1,90 UA, une excentricité de 0,07 et une inclinaison de 29,0° par rapport à l'écliptique.